# Овчар, Владимир Герасимович
Владимир Герасимович Овчар (род. 22 декабря 1940) — советский и российский организатор энергомашиностроительной промышленности. Генеральный директор Волгодонского производственного объединения «Атоммаш» (1982—1988). Директор (1989—1992), генеральный директор и председатель Совета директоров Подольского машиностроительного завода им. Орджоникидзе. Заслуженный машиностроитель РСФСР, лауреат Государственной премии СССР и премии Совета Министров СССР. Почётный гражданин Московской области и г. Подольска.

## Биография
Владимир Герасимович Овчар родился в с. Олзон Селенгинского аймака Бурят-Монгольской АССР (ныне — Селенгинский район Республики Бурятия). Жизнь семьи была связана с переездами по месту службы отца — профессионального военного. Большая часть юности Владимира прошла в Иркутской области — в районе Братска, в Усть-Куте, Тайшете.
- 1958—1963: учёба в Томском политехническом институте им. С. М. Кирова. Окончил институт, получив квалификацию «инженер-промтеплотехник»;
- 1963—1965: работал на Омском моторостроительном заводе им. П. И. Баранова: мастер, старший мастер. Секретарь Октябрьского районного комитета ВЛКСМ (г. Омск);
- с 1965 года работал на Подольском заводе им. Орджоникидзе (Московская область):
  - 1965—1967: инженер-конструктор Отдела главного энергетика;
  - 1967—1968: заместитель начальника цеха № 23:
  - 1968—1971: начальник паросилового цеха № 23:
  - 1971—1975: начальник цеха № 3:
  - 1975—1978: секретарь парткома завода;
  - 1978—1982: главный инженер завода;
- 1982—1988: генеральный директор Волгодонского производственного объединения «Атоммаш»;
- 1988—1989: первый заместитель начальника Главного производственного управления Министерства тяжёлого, энергетического и транспортного машиностроения СССР;[3]
- с 1989 года продолжил работу на Подольском машиностроительном заводе:
  - 1989—1992: директор;
  - 1992—1996, 2006—2007: президент;
  - 1996—1997, 2016—2017: генеральный директор;
  - 1997—2006, 2007—2011, 2015: председатель Совета директоров;
  - 2011—2015, 2015—2016: член Правления;
  - 2017 — по настоящее время: член Совета директоров.

«Как министр, я знал директорский корпус отрасли. Сильных организаторов производства было немало, но фигура Владимира Герасимовича Овчара выделяется особо. Он в должности генерального директора руководил вводом в строй «Атоммаша» — а это в техническом и организационном отношении была сложнейшая задача. Вся страна работала на достижение результата, но и роль директора была исключительно велика. Затем были 1990-е и 2000-е годы, в ходе которых Владимир Герасимович сохранил для промышленности России другой значимый завод — подольский ЗиО, сберёг кадровый потенциал, развил производственную базу. Считаю, что в области энергетического и тяжёлого машиностроения сделанный В. Г. Овчаром вклад сопоставим с итогами деятельности И. А. Лихачёва в автомобилестроении».— В. М. Величко,
Первый заместитель Премьер-министра СССР (1991),
Министр СССР (1983–1991).

## Итоги деятельности

### Подольский завод им. Орджоникидзе (1965—1982)
Как организатор производства В. Г. Овчар сформировался на Подольском машиностроительном заводе имени Орджоникидзе (Московская область) — ведущем предприятии страны, основной специализацией которого был выпуск оборудования для большой энергетики. В 1971—1975 гг. — начальник крупнейшего на заводе цеха № 3, производившего ядерные энергетические установки для атомных подводных лодок (в том числе сверхскоростных), оборудование для атомных электростанций СССР и зарубежных стран, некоторые виды сложного оборудования шахтных пусковых установок для баллистических ракет. Внедрил в цехе ряд передовых технологий, в том числе электроискровую обработку и импульсную аргонодуговую сварку. Секретарь парткома (1975—1978), главный инженер завода (1978—1982). Руководил освоением ряда сложных заказов, в том числе парогенераторов ПГВ-1000 для Нововоронежской АЭС и оборудования для первого блока на быстрых нейтронах БН-600 Белоярской АЭС.

### Атоммаш (1982—1988)
На протяжении шести лет В. Г. Овчар являлся генеральным директором Волгодонского производственного объединения «Атоммаш» — крупнейшего в мире предприятия атомного энергетического машиностроения, выход которого на проектную мощность позволял выполнить важнейшую государственную программу по выпуску оборудования для АЭС. Руководство Министерства энергетического машиностроения СССР отмечало, что два предыдущих руководителя предприятия справиться с поставленными задачами не смогли.
Коллективу во главе с В. Г. Овчаром пришлось не только непосредственно заниматься вводом производственных мощностей объединения. Значительных усилий потребовало исправление ошибок, допущенных ранее разработчиками строительного проекта, не учитывавшего возможную просадку грунтов. Смещение фундаментов производственных корпусов приводило к образованию трещин в конструкциях, искривлению до критических значений подкрановых путей в цехах. Потребовалась полная замена инженерных коммуникаций на самом предприятии и в жилом фонде г. Волгодонска. Принятые руководством завода экстренные меры и всесторонняя поддержка, оказанная Правительством СССР, позволили избежать катастрофических последствий и стабилизировать обстановку.

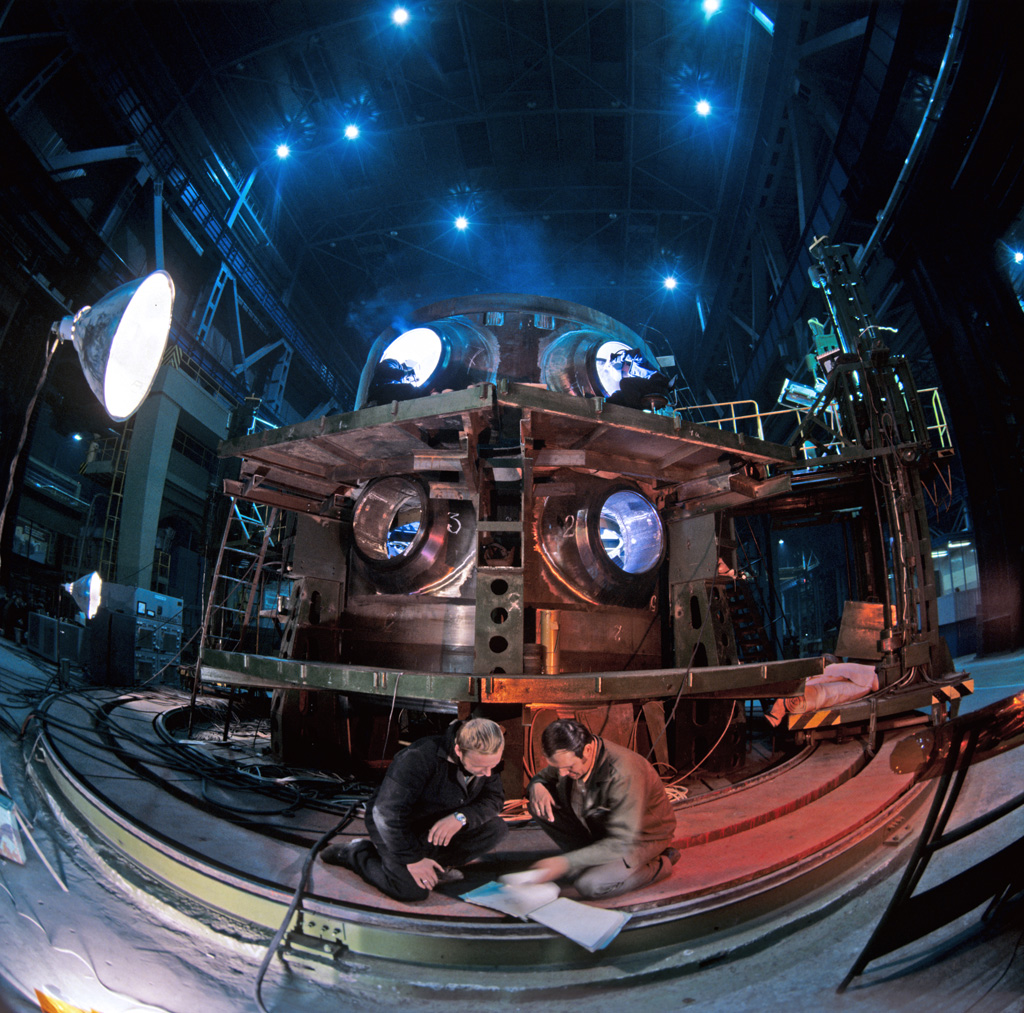
«Атоммаш». Обработка корпуса реактора. 1982

В. Г. Овчаром была создана современная модель предприятия с самостоятельными, экономически независимыми подразделениями. Коллектив «Атоммаша» стал систематически выполнять плановые задания по изготовлению основного оборудования для атомных электростанций — водо-водяных реакторов с повышенными характеристиками безопасности ВВЭР-1000 номинальной электрической мощностью 1000 МВт, парогенераторов, сепараторов, теплообменников, перегрузочных машин, транспортно-технологического оборудования и оборудования технологической защиты (всего — более 120 позиций).
Было освоено производство оборудования для реакторов на быстрых нейтронах и атомных станций теплоснабжения, уникальных узлов для установки управляемого термоядерного синтеза «Токамак-15» (запущен в 1988; большой диаметр тора — 4,9 метра, на момент запуска исследовательского реактора он был крупнейшим в мире). В. Г. Овчар руководил внедрением ряда новейших технологий, основанных на использовании уникального оборудования, введённого в строй на «Атоммаше». Предприятие могло изготавливать изделия с максимальной толщиной стенок до 400 мм, диаметром до 22 м, длиной до 80 м, весом до 1000 тонн. Пресс с рабочим усилием 16 тысяч тонн впервые позволил изготавливать днища и верхний блок корпуса ядерного реактора без использования сварки.

### Подольский машиностроительный завод (с 1989)
После возвращения в Подольск В. Г. Овчар — директор (1989—1992), неоднократно избирался президентом, генеральным директором и председателем Совета директоров предприятия. Под руководством Владимира Герасимовича Подольский машиностроительный завод им. Орджоникидзе прошёл программу технического перевооружения и реконструкции. В трудные для завода времена создал производственно-технические комплексы (ПТК «Котельщик», ПТК «Атом»), включающие группы цехов, и на этой основе в значительной степени решил проблему заказов. Организовал поставки на экспорт котельных агрегатов, модернизацию ранее выпущенных блоков, работу для нефтехимической промышленности и др.
В 1990-е годы предприятием было освоено, впервые в России, производство новой продукции — котлов-утилизаторов для парогазовых установок, с 1993 года начат выпуск оборудования для газокомпрессорных станций ОАО «Газпром». В 2017 году изготовлен первый отечественный теплообменный аппарат для проекта «Ямал СПГ».
Под руководством В. Г. Овчара Завод имени Орджоникидзе, отметивший в 2019 году 100-летие со дня основания, был сохранён в числе активно действующих крупных предприятий страны. Владимир Герасимович говорит:
Всю жизнь я провел на работе. Поэтому больше всего я люблю Подольск: здесь находится все то, что я успел создать.

## Общественная и политическая работа
- Член Подольского городского комитета КПСС;
- Депутат Подольского горсовета;[8]
- Делегат XXVII съезда КПСС (1986);
- Член Совета по промышленной политике при Правительстве РФ (1993—1994);[1]
- Председатель Совета директоров промышленных предприятий г. Подольска (с 1998);[3]
- Председатель попечительского совета Подольской детской городской больницы.[8]

## Признание
- Медаль «90 лет Московской области» (2020)[9]
- Орден Ивана Калиты (2010)
- Почётная грамота Правительства Российской Федерации (21 декабря 2005)[10] — за большой личный вклад в развитие отечественного машиностроения и многолетний плодотворный труд
- Знак губернатора Московской области «За труды и усердие» (2005)
- Знак губернатора Московской области «За полезное» (2004)
- Знак губернатора Московской области «Благодарю» (2004)
- Орден «За заслуги перед Отечеством» IV степени (27 декабря 2000)[11] — за большой личный вклад в развитие отечественного энергетического машиностроения
- Почётный гражданин Московской области (1999)[3]
- Медаль «В память 850-летия Москвы» (1997)
- Медаль «300 лет Российскому флоту» (1996)
- Почётный гражданин г. Подольска (1995)
- Орден Дружбы народов (11 апреля 1994)[12] — за большой личный вклад в развитие машиностроения, производство оборудования для энергетического комплекса страны и зарубежных фирм
- Заслуженный машиностроитель РСФСР (1991)
- Премия Совета Министров СССР (1981)[5]
- Государственная премия СССР (1980)[5]
- Орден Трудового Красного Знамени (1975)[5]
- Медаль «За доблестный труд. В ознаменование 100-летия со дня рождения Владимира Ильича Ленина» (1970)